# Estágio profissional

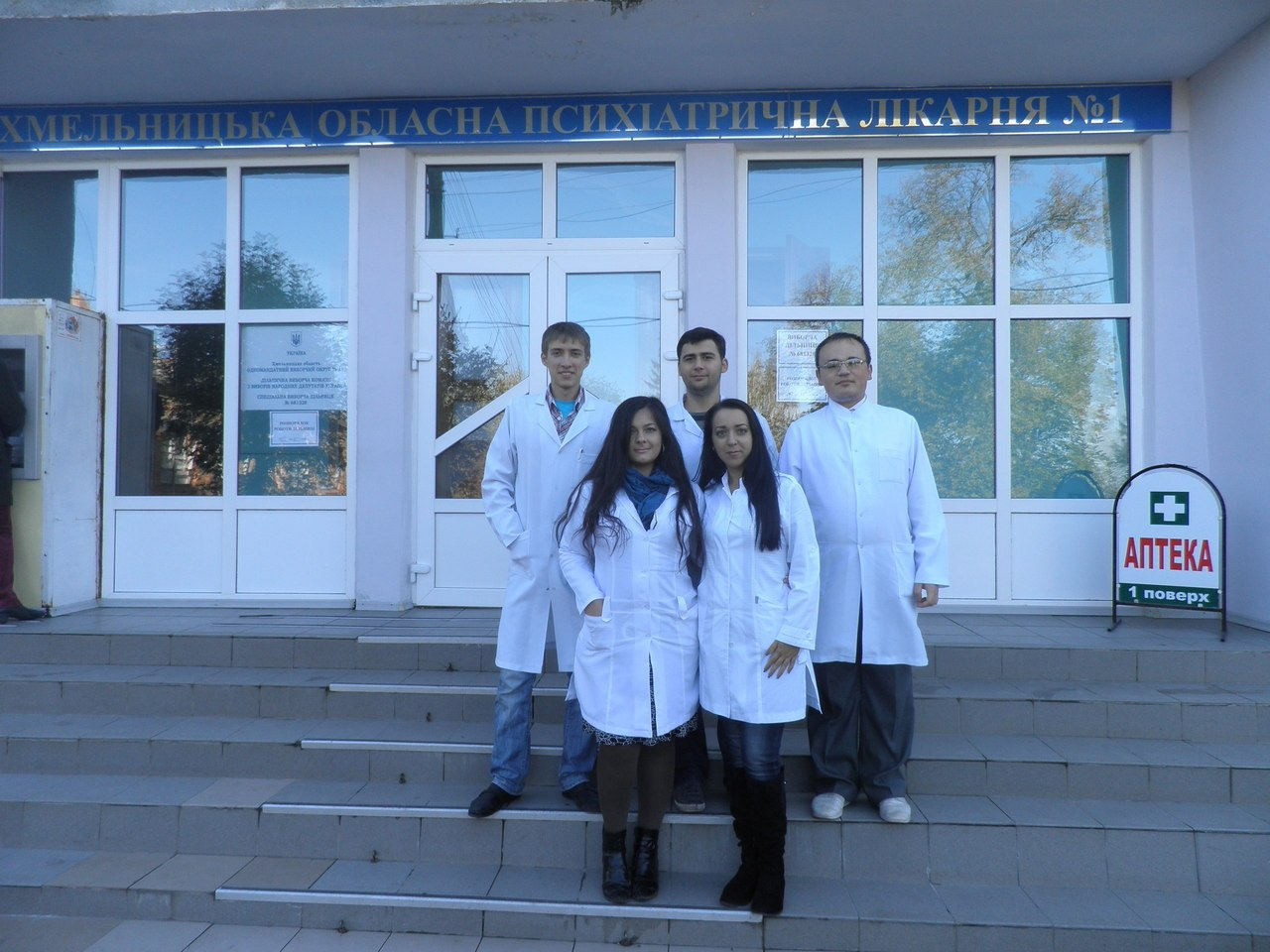
Estagiários em um hospital psiquiátrico na Ucrânia.

O estagiário é um profissional em começo de carreira. O estágio (do termo latino stagium pelo francês stage) é comumente prestado por estudantes, nas empresas ou repartições públicas, visando ao aprimoramento profissional na sua área de estudo. O contrato é celebrado entre o estudante e o tomador, com a interveniência da instituição de ensino, que deve zelar para que o contrato seja cumprido fielmente. Genericamente, pode também caracterizar um período de treinamento dentro das empresas, oferecido a indivíduos sem mediação de instituições de ensino.
A função do estágio é oferecer, aos aprendizes, o conhecimento prático das funções profissionais. Ele possibilita, aos estudantes, um contato empírico com as matérias teóricas que lhes são passadas em sala de aula. Trata-se do entendimento, hoje consolidado pelos educadores, de que a teoria, sem a prática, é incompleta, prejudicando o acesso imediato ao mercado de trabalho. O estágio visa a superar este problema.

## No Brasil
Na Legislação Brasileira, o estágio de estudantes é regido pela Lei nº 11.788, de 25 de Setembro de 2008. e não configura relação de emprego. Por isso, o estagiário não tem direito, por exemplo, a décimo terceiro salário, terço constitucional de férias, seguro-desemprego, FGTS, salário-família, aviso prévio e a outros direitos constitucionais dos trabalhadores.
Ainda que não possuam os direitos trabalhistas, os estagiários possuem alguns direitos, como o recebimento de uma bolsa (a bolsa é obrigatória, assim como a concessão do auxílio-transporte, caso o estágio não seja obrigatório), o cumprimento de uma carga horária prefixada e a contratação de seguro obrigatório contra acidentes, além de 30 dias remunerados de recesso após 1 ano de estágio. O artigo 13 da Lei 11.788 diz que o recesso a que o estagiário tem direito deve ser preferencialmente fruído durante suas férias escolares ou acadêmicas.
Pela facilidade na contratação de um estagiário, e pela completa ausência de encargos sociais, o estágio, por muitas vezes, é utilizado em fraude à regulamentação instituída, servindo como meio para o trabalho informal.

## Redução da jornada em dias de prova
A instituição de ensino responsável precisa comunicar a empresa ou órgão concedente do estágio, no início de cada período letivo, sobre as datas marcadas para prova. Nestes períodos, a carga horária do estagiário pode ser reduzida à metade, conforme estipulada no Termo de Compromisso de Estágio.